# A Francesc Layret
A Francesc Layret es un monumento escultórico situado en la plaza de Goya de Barcelona, en el distrito del Ensanche. Está dedicado al abogado laboralista Francesc Layret (Barcelona, 1880-1920). 

## Historia
Layret fue un abogado laboralista asesinado por pistoleros a sueldo del Sindicato Libre —vinculado a la patronal— el 30 de noviembre de 1920. En 1934 se puso la primera piedra de un monumento en su memoria en la plaza de Goya, junto a la Ronda de San Antonio y cerca de la Plaza de la Universidad, obra de Frederic Marès. El monumento, sufragado con una suscripción popular, fue inaugurado el 20 de abril de 1936 por el presidente de la Generalidad de Cataluña, Lluís Companys, y el alcalde de Barcelona, Carles Pi i Sunyer.
En 1939, tras la Guerra Civil, las nuevas autoridades franquistas procedieron a desmontar el monumento, junto a otros de signo político de izquierdas o catalanistas, como el Monumento a la República, el Monumento al Doctor Robert o A Rafael Casanova. En su edición del 6 de diciembre de 1939 el periódico El Correo Catalán escribía: 

«con la desaparición de este monumento y el de Pi y Margall, nuestra ciudad se verá libre de dos obras que además de constituir un reflejo de la carencia de sentido artístico de los rojo-separatistas, eran motivo de vergüenza para los buenos barceloneses».

Curiosamente, el autor del monumento, Frederic Marès, fue en la posguerra el escultor que recibió más encargos de las nuevas autoridades, y el encargado de reconstruir numerosos monumentos derribados por las milicias antifascistas.
La obra de Layret fue guardada en un almacén municipal de la calle de Wellington, hasta que con la llegada de la democracia fue restaurado en su ubicación original, donde fue reinaugurado el 27 de mayo de 1977.

## Descripción
El autor del monumento planteó un homenaje al abogado Layret partiendo de figuras alegóricas a los ideales que defendía el personaje: sobre un pedestal en forma de podio se alza una figura de mujer realizada en bronce, con el torso desnudo y el brazo izquierdo alzado portando una antorcha, simbolizando la República. A sus lados se encuentran dos figuras masculinas en piedra, que representan el campo y la ciudad, en forma de un campesino con espigas y un obrero con un mazo y una rueda dentada. En la parte posterior del monumento se halla otra figura de mujer llevando un niño en brazos, en personificación de los desvalidos. En la base del monumento se encuentra un medallón de bronce con un retrato del abogado en relieve, así como su nombre y sus fechas de nacimiento y defunción.

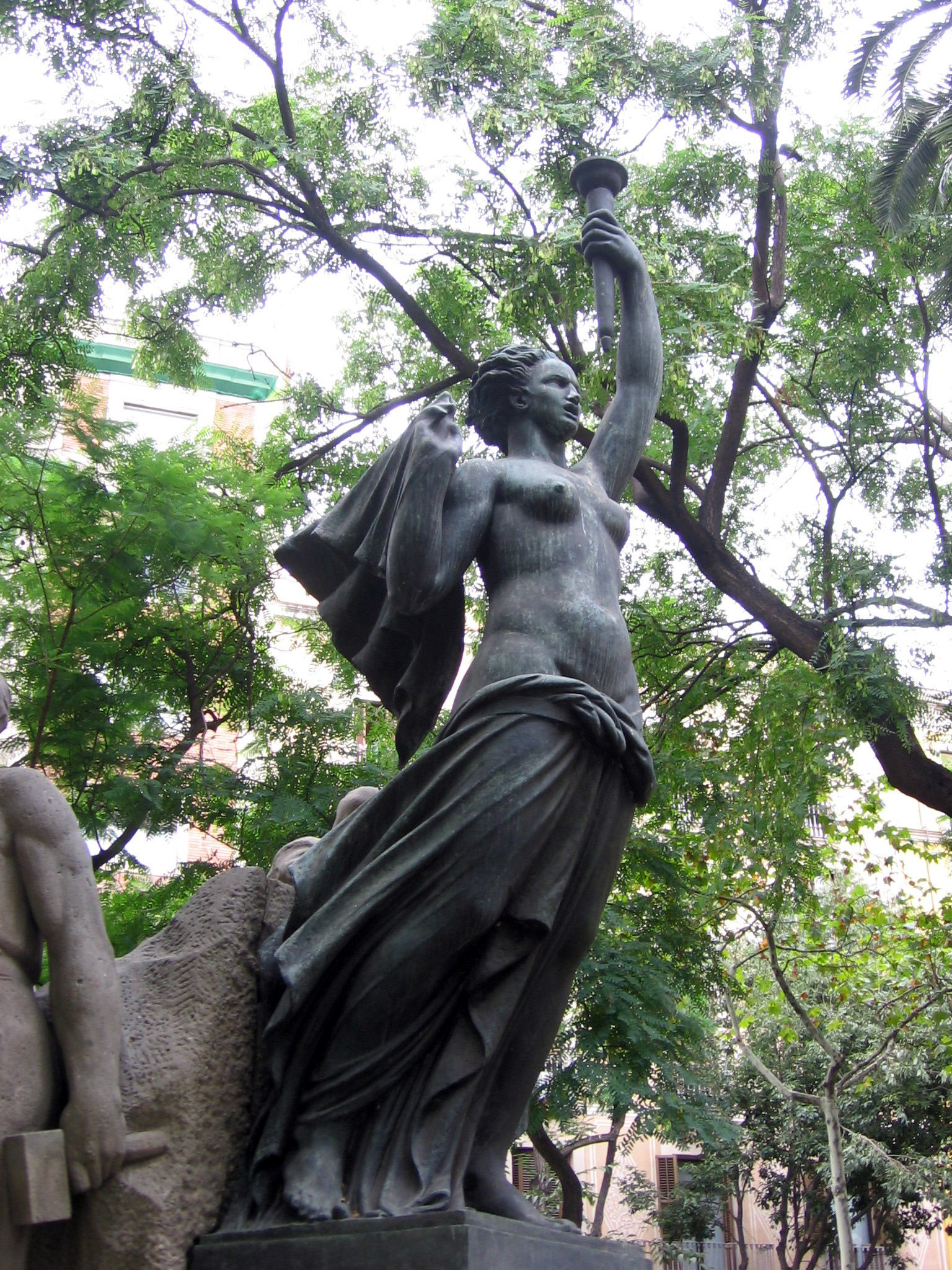
Figura de la República.
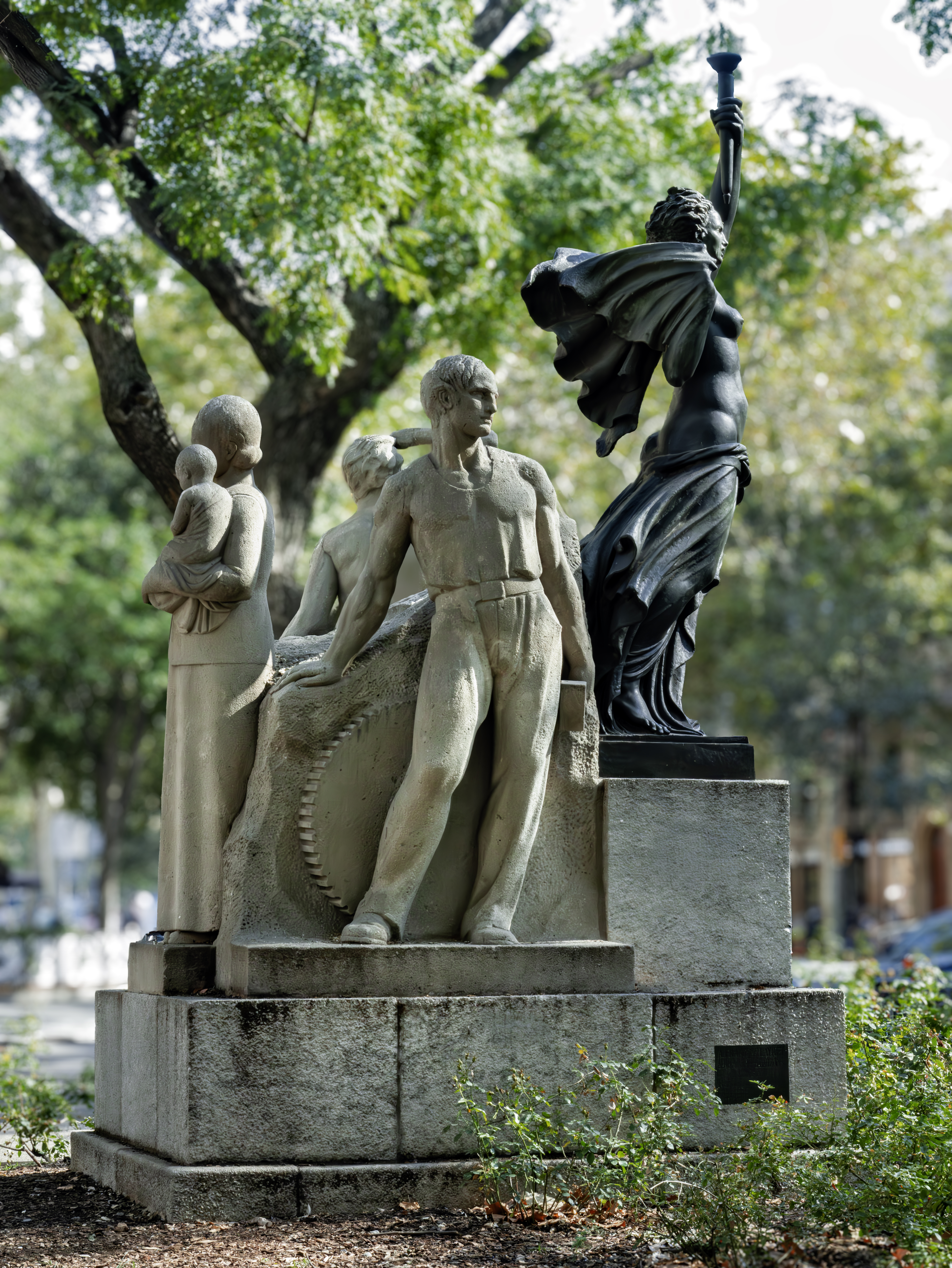
El monumento visto desde la derecha.
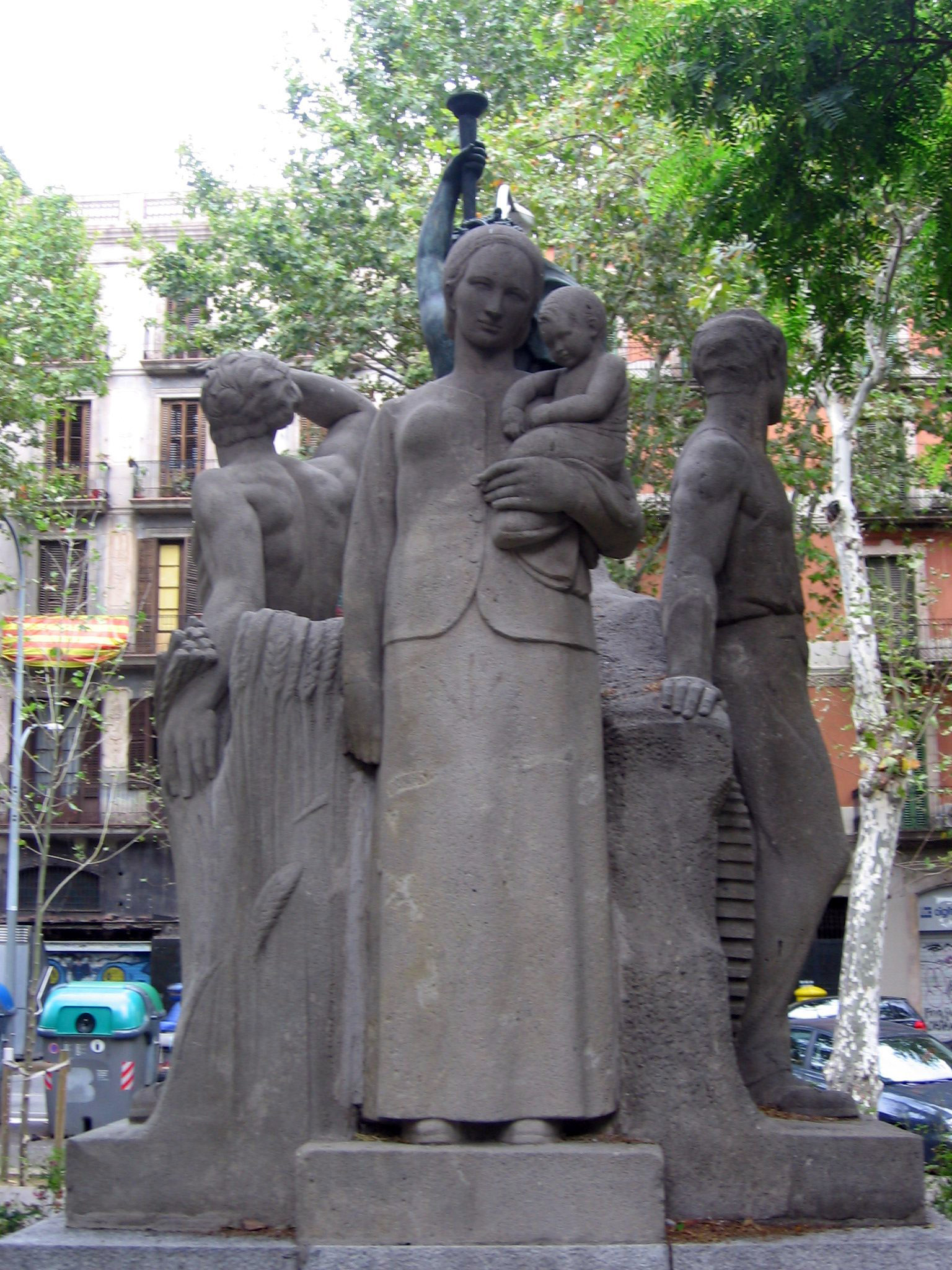
Figura posterior.